# Veerenni
Veerenni is een subdistrict of wijk (Estisch: asum) binnen het stadsdistrict Kesklinn in Tallinn, de hoofdstad van Estland. De naam betekent ‘waterloop’. De wijk telde 4.026 inwoners op 1 januari 2020.
Veerenni grenst vanaf het noorden met de wijzers van de klok mee aan de wijken Tatari, Sibulaküla, Keldrimäe, Juhkentali, Luite, Kitseküla en Uus Maailm.

## Geschiedenis

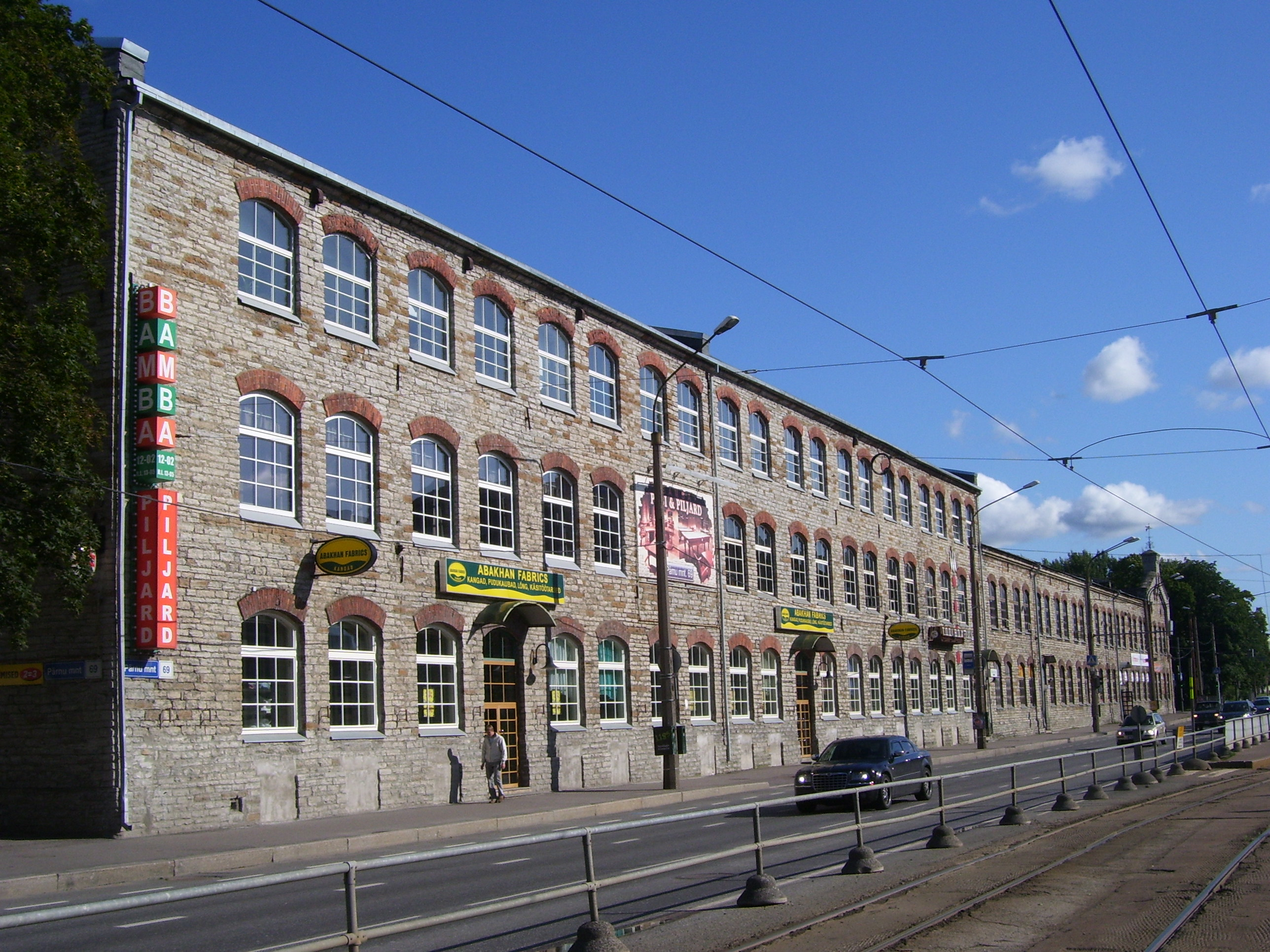
Het gebouw van de vroegere meubelfabriek Luther

Veerenni (‘waterloop’) is vernoemd naar een goot gemaakt van kalksteen met een lengte van 4 km, die in 1345 werd aangelegd en liep van het Ülemistemeer in het zuidoosten van Tallinn naar de oude binnenstad. Via de goot werd drinkwater aangevoerd. Inmiddels is de goot verdwenen, maar de naam is gebleven.
Tot ver in de 19e eeuw bleef het gebied verder vrijwel onbebouwd. De aanleg van de spoorlijnen Tallinn-Paldiski en Tallinn-Narva (beide geopend in 1870) met aansluiting naar Sint-Petersburg gaf de bouw van fabrieken in Tallinn een impuls. In Veerenni vestigde zich de meubelfabriek Luther. In 1877 stichtten Alexander Martin Luther en Markel Makarov een zaagmolen. In 1885 waren ze de eersten in het Russische rijk die triplex produceerden. In 1891 namen ze de beslissing het gezaagde hout zelf verder te verwerken en werd de meubelfabriek gebouwd.
Tussen 1897 en de Eerste Wereldoorlog groeide Luther sterk. Het bedrijf had ook een dependance in Engeland. In 1914 had Luther 2.000 arbeiders in dienst. In Veerenni en de aangrenzende wijk Uus Maailm werd een groot aantal woningen gebouwd voor die arbeiders. In de jaren 1904-05 liet het bedrijf een apart gebouw neerzetten waarin het personeel kon recreëren en eten. Het ontwerp was van de Finse architecten Herman Gesellius, Armas Lindgren en Eliel Saarinen.
In het interbellum was het bedrijf een van de grootste Estische exportondernemingen. De export ging vooral naar Midden-Europa. In 1940, na de bezetting door de Sovjet-Unie, werd Luther genationaliseerd.
In 1928 stichtte Haim Karschenstein in Veerenni de fabriek Gentleman, die regenkleding maakte. Ook dit bedrijf werd in 1940 genationaliseerd. In 1946 werden Luther en Gentleman samengevoegd tot Tallinna Rõivastuskombinaat (‘Tallinnse Kledingcombinatie’). Daarna raakte de productie van meubels op de achtergrond. De kledingfabriek werd in 1991 als een van de eerste Estische ondernemingen geprivatiseerd. Ze heet nu Baltika.
In de jaren 2008-2010 is de vroegere fabriek van Luther verbouwd tot appartementencomplex.
In 1929 werd in Veerenni een kerk gebouwd voor de Methodisten. Het was een van de grootste kerken in het Balticum. Op 9 maart 1944, tijdens de Duitse bezetting in de Tweede Wereldoorlog, werd de kerk verwoest door een Sovjetbombardement op Tallinn. Ze is nooit herbouwd.

## Voorzieningen
In Veerenni ligt het Centrale Hospitaal van Oost-Tallinn (Estisch: Ida-Tallinna Keskhaigla). Een van de specialiteiten is oogheelkunde, een andere verloskunde. Het hospitaal adverteert met de leus: ‘Een op de vier Estische kinderen is hier geboren.’
Het gerechtshof voor de provincie Harjumaa bevindt zich in Veerenni. Verder heeft de wijk een hotel, Grant Part.

## Vervoer
Grote wegen in de wijk zijn de Liivalaia tänav, die de grens met de wijken Tatari en Sibulaküla vormt, de Tehnika tänav, die over korte afstand de grens met Kitseküla vormt, de Pärnu maantee, die de grens met Uus Maailm vormt, de Veerenni tänav en de Tatari tänav, die in Veerenni begint en doorloopt in Tatari.
Over de Pärnu maantee lopen de tramlijnen 3 van Tondi naar Kadriorg en 4 van Tondi naar Ülemiste. In Veerenni ligt een onderhoudsdepot voor de trams. Veerenni wordt ook bediend door een aantal buslijnen.

## Afbeeldingen

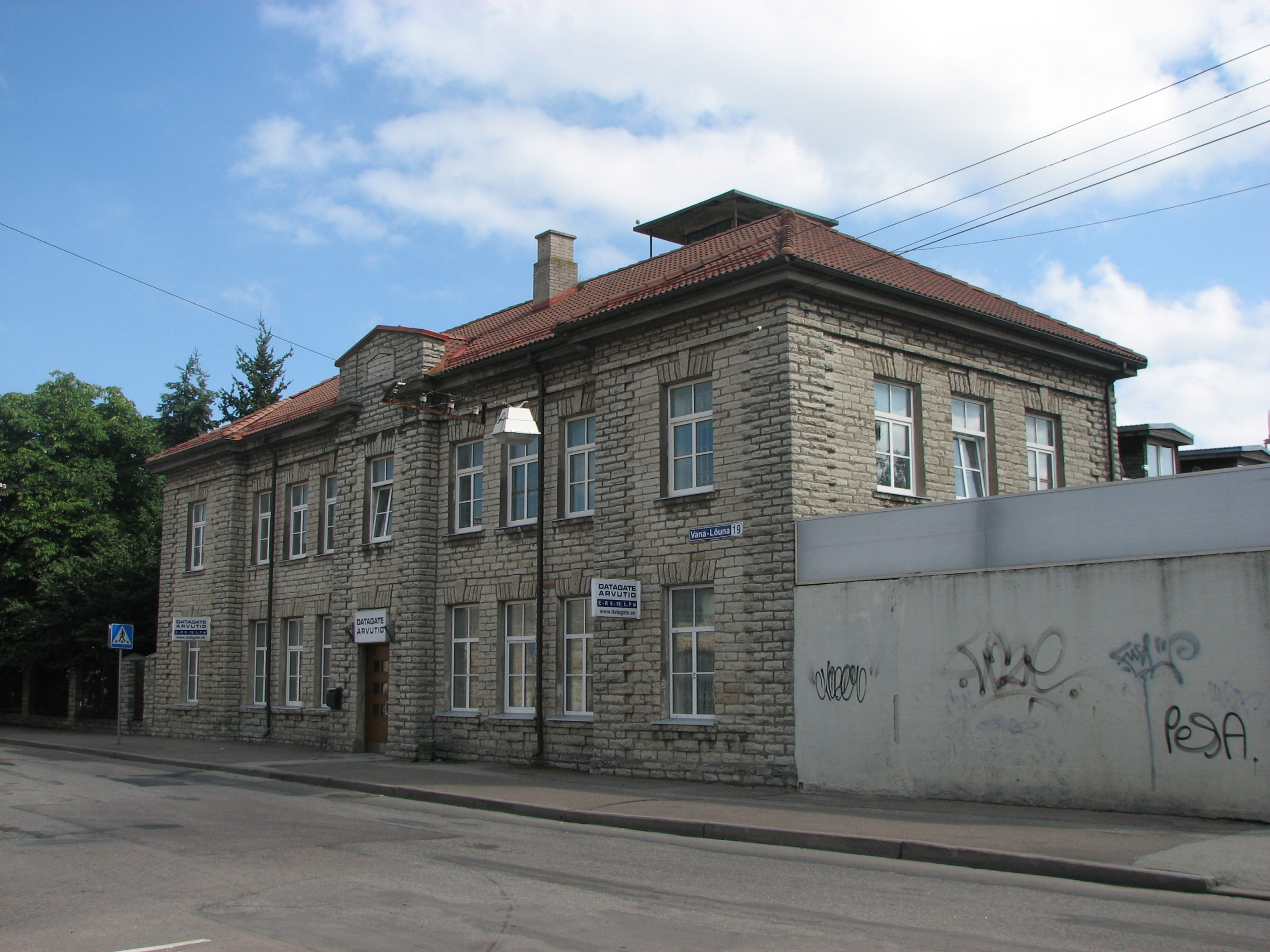
Het vroegere kantoor van de bedrijfsbrandweer van de meubelfabriek Luther
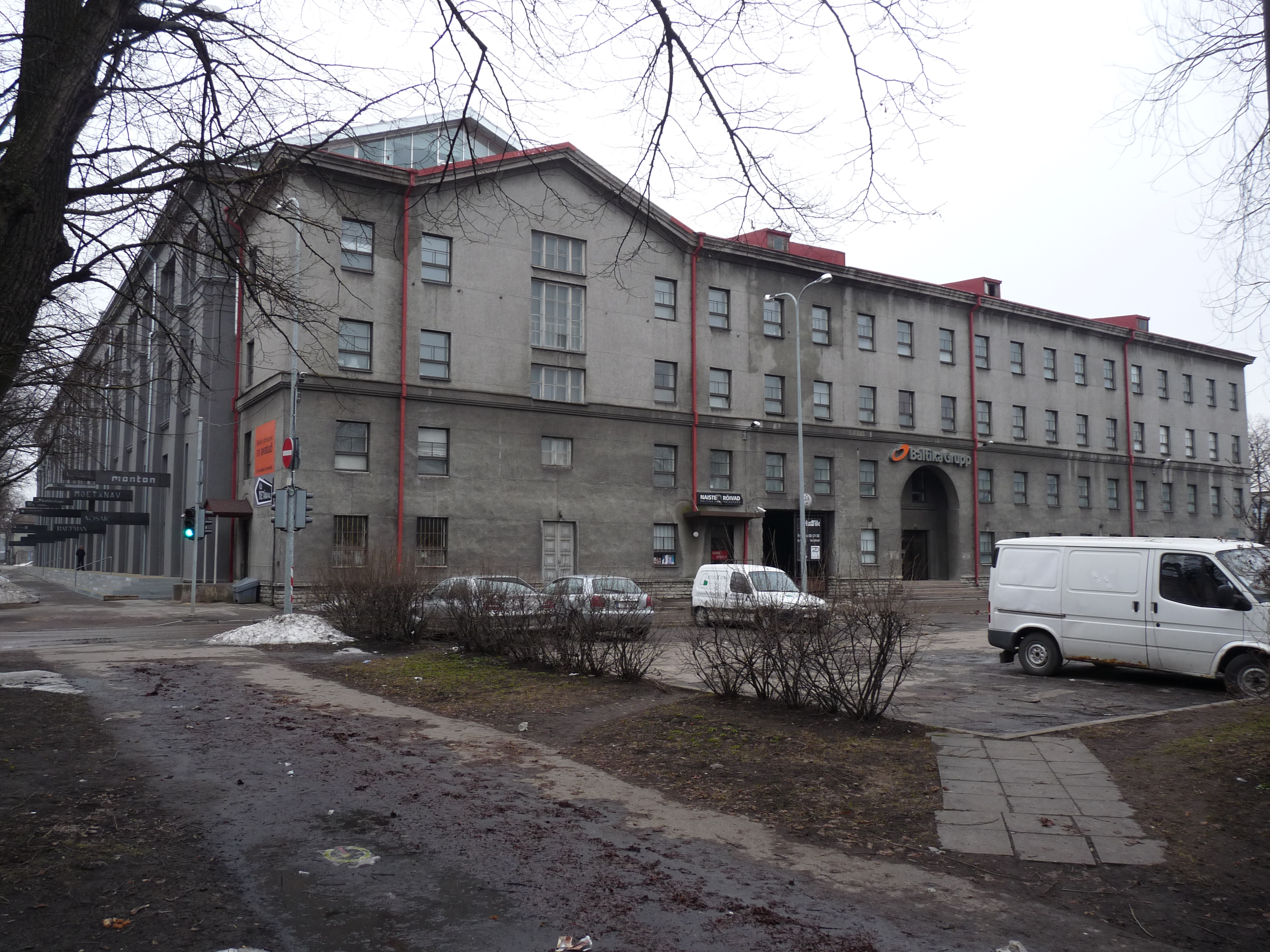
Hoofdkantoor van de kledingfabriek Baltika
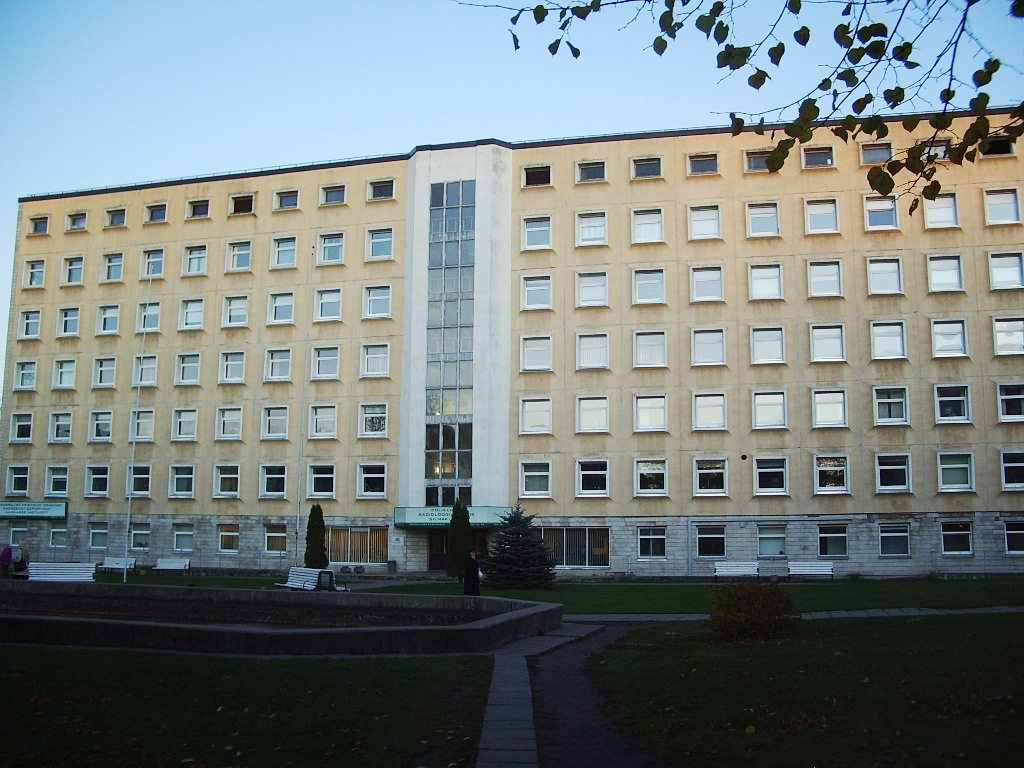
Het hospitaal in de wijk
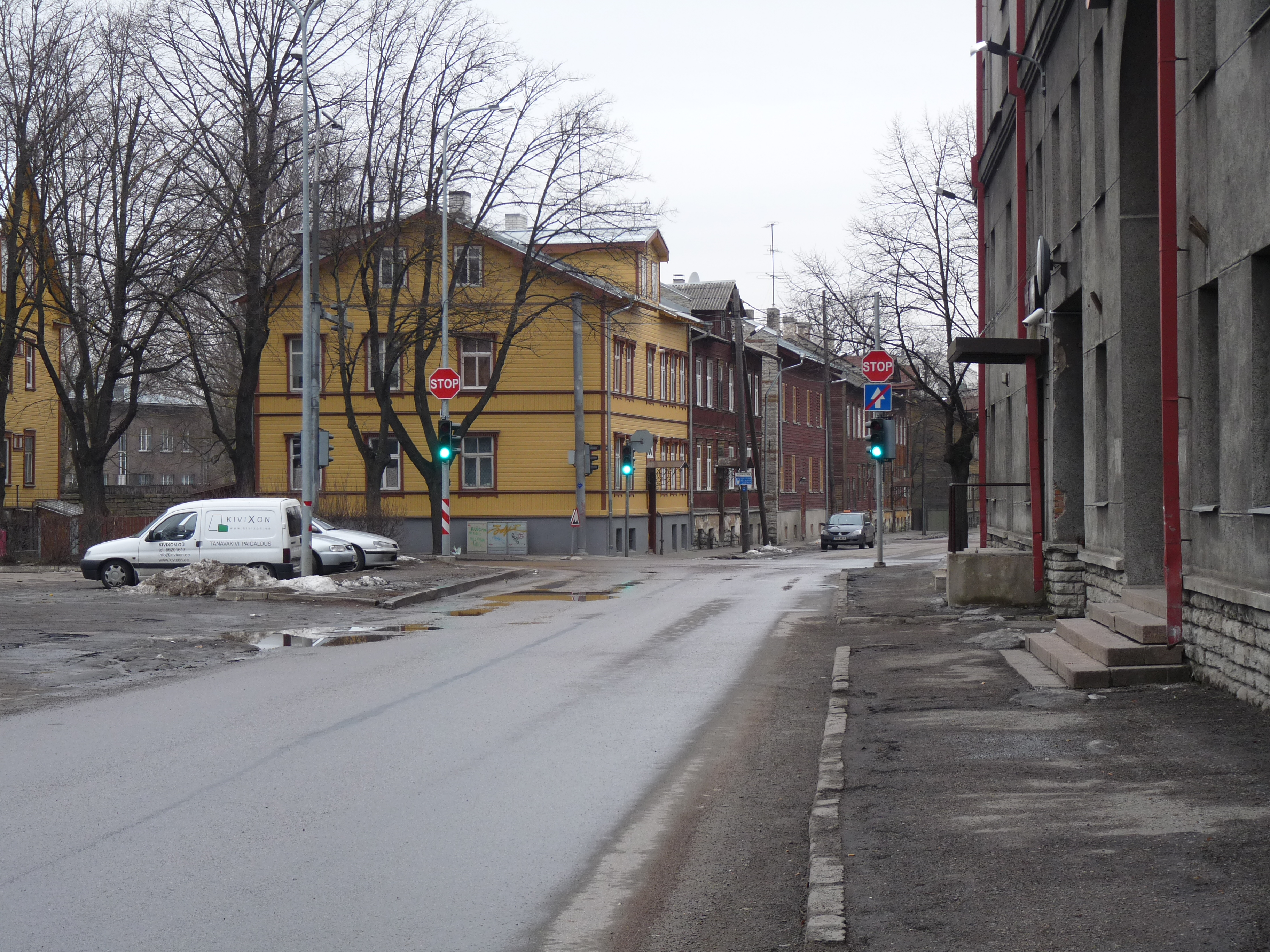
Kruispunt van de Veerenni en de Herne tänav
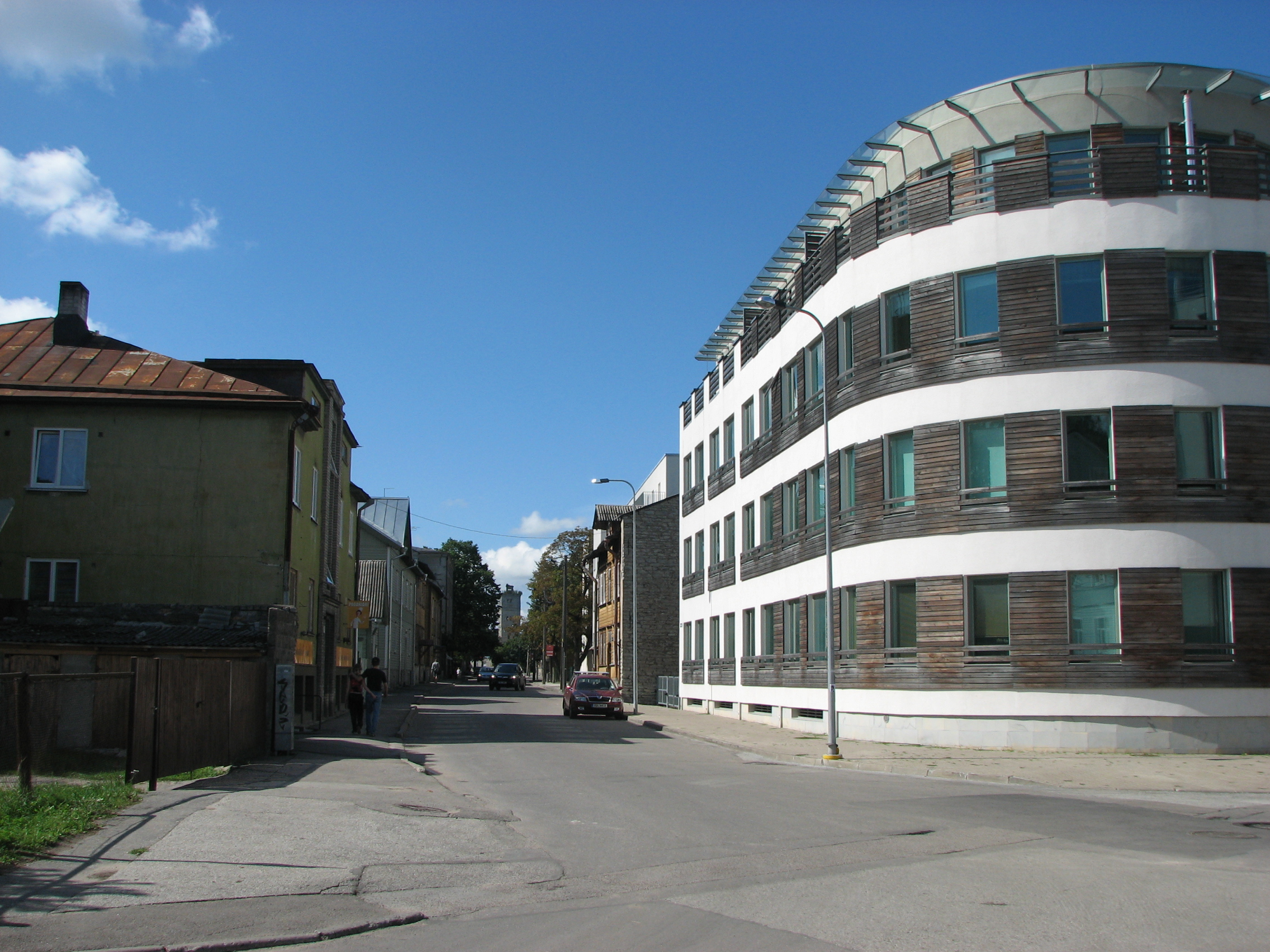
De Herne tänav
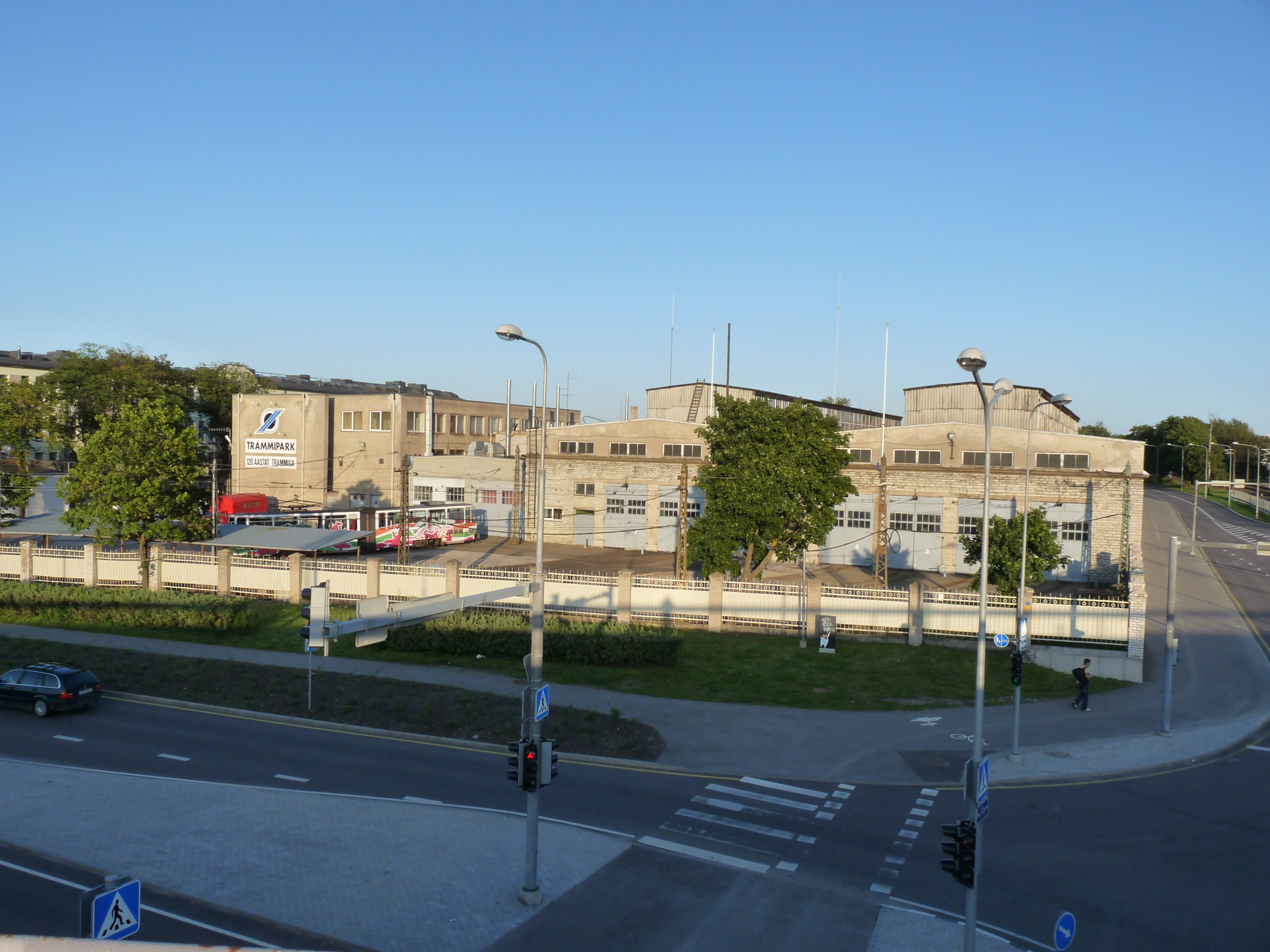
Onderhoudsdepot voor de trams